# Wilhelm Koch (Politiker, 1877)

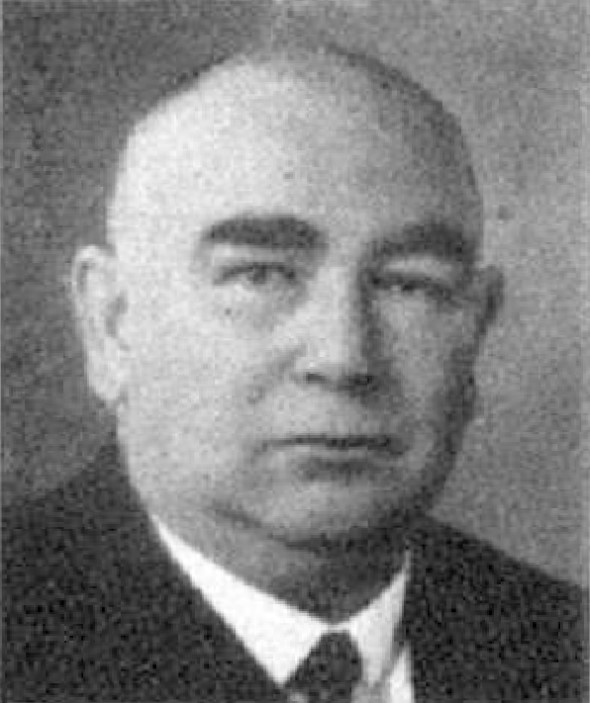
Wilhelm Koch

Wilhelm Koch (* 3. März 1877 in Dönges; † 7. März 1950 in Wuppertal-Barmen) war ein deutscher Gewerkschafter und Politiker (DNVP). 1927/28 übte er im Kabinett Marx IV das Amt des  Reichsverkehrsministers aus.

## Leben und Beruf
Nach dem Besuch der Volksschule in Dönges absolvierte Koch eine Schreinerlehre in Salzungen, die er 1897 mit der Gesellenprüfung abschloss. Anschließend leistete er bis 1899 Militärdienst beim Rheinischen Infanterie-Regiment 69, zuletzt als Sanitätsunteroffizier. In den folgenden Jahren war er als Schreiner in mehreren Städten tätig. Gleichzeitig bildete er sich mit sozialen und volkswirtschaftlichen Kursen fort. Er engagierte sich seit 1905 in der Gewerkschaftsbewegung, war von 1908 bis 1913 evangelischer Arbeitersekretär in Hagen und von 1913 bis 1921 Leiter des Reichsverbandes deutscher Staatsarbeiter. Darüber hinaus fungierte er als Schriftleiter des Blattes Der Staatsarbeiter. Von August 1914 bis Juli 1917 nahm er als Soldat am Ersten Weltkrieg teil.
Während der Zeit der Weimarer Republik war Koch Vorsitzender der Internationalen Arbeitsgemeinschaft evangelischer Arbeitnehmerverbände, Zweiter gleichberechtigter Vorsitzender des Gesamtverbandes evangelischer Arbeitervereine Deutschlands sowie Vorsitzender des Verbandes evangelischer Arbeitervereine in den preußischen Provinzen Rheinland und Westfalen. Im September 1933 übernahm er als Geschäftsführer die Leitung des Thalia-Theaters in Wuppertal-Elberfeld.

## Abgeordneter
Koch war von 1919 bis 1924 Stadtverordneter in Elberfeld. 1919/20 war er Mitglied der Weimarer Nationalversammlung. Bei der Reichstagswahl im Juni 1920 wurde er in den Deutschen Reichstag gewählt, dem er bis November 1933 angehörte.

## Öffentliche Ämter
Koch wurde am 1. Februar 1927 als Reichsverkehrsminister in die von Reichskanzler Wilhelm Marx geführte Reichsregierung berufen. Nach der Bildung einer Koalition aus SPD, DVP, DDP, Zentrum und BVP schied er am 28. Juni 1928 aus der Regierung aus.

## Ehrungen
- Ehrendoktorwürde der Volkswirtschaft (Dr. rer. pol. h. c.)